# Quimioclina
Una quimioclina és una clina causada per un fort gradient químic vertical dins una massa d'aigua. Una quimioclina és anàloga a la termoclina, el límit al qual les aigües més càlides i les més fredes es troben en els oceans, mars, llacs o altres masses d'aigua. (En alguns casos coincideixen la termoclina i la quimioclina.)
Les quimioclines són més comunes quan les condicions locals afavoreixen la formació d'aigua del fons del mar anòxica; en les aigües profundes deficinets en oxigen només hi poden viure formes de vida anaeròbiques. La mar Negra és un exemple clàssic d'aquestes masses d'aigua, però llacs del mateix tipus n'hi ha per tot el món (meromíctic s) En aquests caos la vida aeròbia està restringida a la regió per sobre de la quimioclina i la vida anaeròbia per sota d'ella. Els organismes com els bacteris fotosintètics anaerobis, els fototròfics verds i els bacteris del sofre porpres agrupats a la quimioclina tenen l'avantatge de disposar de la llum que els ve de dalt i del sulfur d'hidrogen (H₂S) produït pels bacteris anaerobis que es troben a sota.
En qualsevol massa d'aigua en la qual es mesclin bé l'aigua oxigenada de sobre amb la de sota (holomíctic), no existirà una quimioclina.